# مایاک (باشقیرستان)
مایاک (انگلیسی: Mayak, Republic of Bashkortostan) یک شهرک در شهرستان میاکینسکی استان باشقیرستان کشور روسیه است.